# Olax zeylanica
Olax zeylanica é uma espécie vegetal da família Olacaceae. É encontrada apenas no Sri Lanka, onde é amplamente utilizada como um vegetal de folhas em áreas rurais. É conhecida pela população local como "මැල්ල - mella" no Sri Lanka.